# 1. Bundesliga 1989-90
La 1. Bundesliga 1989-90 fue la 27.ª edición de la Fußball-Bundesliga, la mayor competición futbolística de Alemania Federal. Comenzó el 28 de julio de 1989 y finalizó el 12 de mayo de 1990, y fue disputada por 18 equipos.
Bayern Múnich obtuvo el bicampeonato, después de vencer por la mínima diferencia a St. Pauli en la jornada 32. Para el club bávaro, fue la undécima conquista en la Bundesliga y la decimosegunda en la máxima categoría alemana.

## Equipos
| Pos | Descendidos de 1. Bundesliga |
| --- | ---------------------------- |
| 17º | Stuttgarter Kickers          |
| 18º | Hannover 96                  |

| Pos | Ascendidos de 2. Bundesliga |
| --- | --------------------------- |
| 1º  | Fortuna Düsseldorf          |
| 2º  | Homburgo                    |

| Equipo                   | Ciudad          | Estadio                  | Aforo  |
| ------------------------ | --------------- | ------------------------ | ------ |
| Bayer Leverkusen         | Leverkusen      | Estadio Ulrich Haberland | 20 000 |
| Bayer 05 Uerdingen       | Krefeld         | Estadio Grotenburg       | 34 500 |
| Bayern de Múnich         | Múnich          | Estadio Olímpico         | 70 000 |
| Bochum                   | Bochum          | Ruhrstadion              | 40 000 |
| Borussia Dortmund        | Dortmund        | Westfalenstadion         | 54 000 |
| Borussia Mönchengladbach | Mönchengladbach | Bökelbergstadion         | 34 500 |
| Colonia                  | Colonia         | Estadio Müngersdorfer    | 61 000 |
| Eintracht Fráncfort      | Fráncfort       | Waldstadion              | 62 000 |
| Fortuna Düsseldorf       | Düsseldorf      | Rheinstadion             | 59 600 |
| Hamburgo                 | Hamburgo        | Volksparkstadion         | 62 000 |
| Homburgo                 | Homburgo        | Waldstadion Homburg      | 24 000 |
| Kaiserslautern           | Kaiserslautern  | Estadio Fritz Walter     | 42 000 |
| Karlsruher               | Karlsruhe       | Wildparkstadion          | 50 000 |
| Núremberg                | Núremberg       | Estadio Municipal        | 64 238 |
| St. Pauli                | Hamburgo        | Estadio Wilhelm Koch     | 18 000 |
| Stuttgart                | Stuttgart       | Neckarstadion            | 72 000 |
| Waldhof Mannheim         | Mannheim        | Carl-Benz-Stadion        | 15 200 |
| Werder Bremen            | Bremen          | Weserstadion             | 32 000 |

### Equipos porEstados federados
| Región                      | N.º | Equipos |
| --------------------------- | --- | --- |
| Renania del Norte-Westfalia | 7   | Bayer Leverkusen, Bayer 05 Uerdingen, Bochum, Borussia Dortmund, Borussia Mönchengladbach, Colonia y Fortuna Düsseldorf |
| Baden-Wurtemberg            | 3   | Karlsruher, Stuttgart y Waldhof Mannheim                                                                                |
| Baviera                     | 2   | Bayern de Múnich y Núremberg                                                                                            |
| Hamburgo                    | 2   | Hamburgo y St. Pauli |
| Bremen                      | 1   | Werder Bremen |
| Hesse                       | 1   | Eintracht Fráncfort |
| Renania-Palatinado          | 1   | Kaiserslautern |
| Sarre                       | 1   | Homburgo |

## Sistema de competición
Los dieciocho equipos se enfrentaron entre sí bajo el sistema de todos contra todos a doble rueda, completando un total de 34 fechas. Las clasificación se estableció a partir de los puntos obtenidos en cada encuentro, otorgando dos por partido ganado, uno por empatado y ninguno en caso de derrota. En caso de igualdad de puntos entre dos o más equipos, se aplicaron, en el mencionado orden, los siguientes criterios de desempate:
1. Mejor diferencia de goles en todo el campeonato;
2. Mayor cantidad de goles a favor en todo el campeonato;
3. Mayor cantidad de puntos en los partidos entre los equipos implicados;
4. Mejor diferencia de goles en los partidos entre los equipos implicados;
5. Mayor cantidad de goles a favor en los partidos entre los equipos implicados.

Al finalizar el campeonato, el equipo ubicado en el primer lugar de la clasificación se consagró campeón y clasificó a los dieciseisavos de final de la Copa de Campeones de Europa 1990-91. Asimismo, los equipos que finalizaron el certamen en segundo, tercer, cuarto y quinto lugar clasificaron a los treintaidosavos de final de la Copa de la UEFA 1990-91, siempre y cuando ninguno de ellos hubiera obtenido un cupo a la Recopa de Europa 1990-91 como campeón de la Copa de Alemania 1989-90, en cuyo caso le trasladaría su plaza al equipo ubicado en la posición inmediatamente inferior.
Por otro lado, los equipos que ocuparon los últimos dos puestos de la clasificación —decimoséptima y decimoctava— descendieron de manera directa a la 2. Bundesliga, mientras que el decimosexto disputó la serie de play-offs de ascenso y descenso ante un equipo de dicha categoría.

## Clasificación
| Pos. | Equipo                   | Pts. | PJ | G  | E  | P  | GF | GC | Dif. | Clasificación 1990-91                          |
| ---- | ------------------------ | ---- | -- | -- | -- | -- | -- | -- | ---- | ---------------------------------------------- |
| 1    | Bayern Múnich (C)        | 49   | 34 | 19 | 11 | 4  | 64 | 28 | +36  | Dieciseisavos de final de la Copa de Campeones |
| 2    | Colonia                  | 43   | 34 | 17 | 9  | 8  | 54 | 44 | +10  | Treintaidosavos de final de la Copa de la UEFA |
| 3    | Eintracht Fráncfort      | 41   | 34 | 15 | 11 | 8  | 61 | 40 | +21  | Treintaidosavos de final de la Copa de la UEFA |
| 4    | Borussia Dortmund        | 41   | 34 | 15 | 11 | 8  | 51 | 35 | +16  | Treintaidosavos de final de la Copa de la UEFA |
| 5    | Bayer Leverkusen         | 39   | 34 | 12 | 15 | 7  | 40 | 32 | +8   | Treintaidosavos de final de la Copa de la UEFA |
| 6    | Stuttgart                | 36   | 34 | 15 | 6  | 13 | 53 | 47 | +6   |                                                |
| 7    | Werder Bremen            | 34   | 34 | 10 | 14 | 10 | 49 | 41 | +8   |                                                |
| 8    | Núremberg                | 33   | 34 | 11 | 11 | 12 | 42 | 46 | −4   |                                                |
| 9    | Fortuna Düsseldorf       | 32   | 34 | 10 | 12 | 12 | 41 | 41 | 0    |                                                |
| 10   | Karlsruher               | 32   | 34 | 10 | 12 | 12 | 32 | 39 | −7   |                                                |
| 11   | Hamburgo                 | 31   | 34 | 13 | 5  | 16 | 39 | 46 | −7   |                                                |
| 12   | Kaiserslautern           | 31   | 34 | 10 | 11 | 13 | 42 | 55 | −13  | Dieciseisavos de final de la Recopa de Europa  |
| 13   | St. Pauli                | 31   | 34 | 9  | 13 | 12 | 31 | 46 | −15  |                                                |
| 14   | Bayer 05 Uerdingen       | 30   | 34 | 10 | 10 | 14 | 41 | 48 | −7   |                                                |
| 15   | Borussia Mönchengladbach | 30   | 34 | 11 | 8  | 15 | 37 | 45 | −8   |                                                |
| 16   | Bochum                   | 29   | 34 | 11 | 7  | 16 | 44 | 53 | −9   | Promoción por la permanencia                   |
| 17   | Waldhof Mannheim         | 26   | 34 | 10 | 6  | 18 | 36 | 53 | −17  | Descenso de categoría                          |
| 18   | Homburgo                 | 24   | 34 | 8  | 8  | 18 | 33 | 51 | −18  | Descenso de categoría                          |

Actualizado a los partidos jugados el 12 de mayo de 1990.
 Fuente: DFB
1. ↑  Copa de Alemania (CC): Kaiserslautern clasificó a los dieciseisavos de final de la Recopa de Europa como campeón de la Copa de Alemania 1989-90.

| Bundesliga                       |
|                                  |
| Campeón Bayern Múnich 12º título |

## Resultados
| Local \ Visitante        | BAL | BAY | BOC | BOD | BOM | COL | EFR | FOR | HAM | HOM | KAI | KAR | NUR | STP | STU | UER | WAL | WER |
| ------------------------ | --- | --- | --- | --- | --- | --- | --- | --- | --- | --- | --- | --- | --- | --- | --- | --- | --- | --- |
| Bayer Leverkusen         | —   | 0–0 | 2–1 | 1–0 | 0–0 | 0–2 | 2–0 | 3–3 | 1–0 | 3–1 | 1–1 | 1–1 | 2–0 | 1–1 | 1–1 | 1–1 | 3–0 | 1–3 |
| Bayern Múnich            | 0–1 | —   | 5–1 | 3–0 | 2–0 | 5–1 | 1–0 | 0–0 | 4–0 | 1–0 | 3–0 | 4–1 | 3–2 | 1–0 | 3–1 | 3–0 | 2–0 | 1–1 |
| Bochum                   | 0–2 | 0–0 | —   | 2–3 | 2–1 | 0–1 | 2–2 | 1–2 | 3–1 | 1–0 | 2–0 | 2–0 | 3–3 | 3–3 | 2–0 | 2–1 | 2–0 | 0–0 |
| Borussia Dortmund        | 1–1 | 2–2 | 0–1 | —   | 3–0 | 0–0 | 0–0 | 1–0 | 1–0 | 3–0 | 1–1 | 2–0 | 2–1 | 3–1 | 2–0 | 1–0 | 2–0 | 4–1 |
| Borussia Mönchengladbach | 1–1 | 0–0 | 1–2 | 0–0 | —   | 0–2 | 2–1 | 3–1 | 1–3 | 0–0 | 3–1 | 0–0 | 3–0 | 4–1 | 3–1 | 0–1 | 2–0 | 4–0 |
| Colonia                  | 1–1 | 1–1 | 2–0 | 1–1 | 3–0 | —   | 3–5 | 1–3 | 2–0 | 1–0 | 4–1 | 0–5 | 2–1 | 1–0 | 0–0 | 0–1 | 6–0 | 4–2 |
| Eintracht Frankfurt      | 0–3 | 1–2 | 4–0 | 0–2 | 3–0 | 3–1 | —   | 2–0 | 2–0 | 1–1 | 1–1 | 1–1 | 5–1 | 4–1 | 5–1 | 2–1 | 3–1 | 1–0 |
| Fortuna Düsseldorf       | 2–0 | 1–2 | 2–2 | 1–1 | 0–1 | 1–1 | 1–2 | —   | 1–1 | 1–0 | 1–1 | 0–0 | 0–0 | 7–0 | 4–2 | 2–1 | 0–0 | 2–1 |
| Hamburgo                 | 0–1 | 0–3 | 1–4 | 1–1 | 3–0 | 0–2 | 1–1 | 1–0 | —   | 2–0 | 3–0 | 1–0 | 1–0 | 0–0 | 1–0 | 6–0 | 1–0 | 4–0 |
| Homburgo                 | 2–1 | 1–3 | 1–0 | 3–3 | 1–3 | 0–1 | 2–3 | 1–0 | 0–1 | —   | 2–2 | 2–0 | 0–1 | 0–2 | 4–2 | 1–2 | 2–1 | 1–1 |
| Kaiserslautern           | 2–0 | 0–0 | 2–1 | 2–2 | 2–1 | 1–2 | 2–1 | 1–0 | 1–3 | 3–1 | —   | 5–1 | 0–2 | 1–1 | 1–2 | 2–1 | 2–3 | 2–2 |
| Karlsruher               | 2–1 | 3–3 | 2–0 | 2–1 | 0–1 | 0–0 | 1–0 | 2–2 | 2–0 | 0–2 | 0–0 | —   | 0–0 | 0–0 | 1–0 | 0–0 | 4–0 | 2–1 |
| Núremberg                | 2–2 | 4–0 | 2–1 | 1–3 | 2–0 | 1–1 | 1–1 | 3–0 | 2–0 | 2–0 | 0–0 | 2–0 | —   | 0–1 | 0–2 | 1–1 | 2–0 | 1–1 |
| St. Pauli                | 3–0 | 0–2 | 2–0 | 2–1 | 2–1 | 1–1 | 2–2 | 1–0 | 0–0 | 1–1 | 0–2 | 1–1 | 0–1 | —   | 0–0 | 1–1 | 2–1 | 0–0 |
| Stuttgart                | 0–0 | 2–1 | 1–0 | 3–1 | 4–0 | 3–1 | 1–1 | 4–0 | 3–0 | 2–2 | 0–1 | 2–0 | 4–0 | 4–0 | —   | 1–0 | 1–0 | 3–1 |
| Bayer 05 Uerdingen       | 0–2 | 2–2 | 3–1 | 1–3 | 0–0 | 2–3 | 1–1 | 0–1 | 5–2 | 3–0 | 3–2 | 1–0 | 3–3 | 1–0 | 4–1 | —   | 0–2 | 0–1 |
| Waldhof Mannheim         | 1–1 | 1–0 | 3–2 | 2–1 | 4–2 | 2–3 | 1–1 | 0–1 | 4–1 | 1–2 | 4–0 | 0–1 | 1–1 | 0–1 | 2–1 | 1–1 | —   | 0–0 |
| Werder Bremen            | 0–0 | 2–2 | 1–1 | 2–0 | 0–0 | 4–0 | 1–2 | 2–2 | 2–1 | 0–0 | 4–0 | 4–0 | 4–0 | 2–1 | 6–1 | 0–0 | 0–1 | —   |

## Play-off de ascenso y descenso
| 24 de mayo de 1990 | Saarbrücken | 0:1 (0:0) | Bochum    | Ludwigsparkstadion, Saarbrücken                            |                                                            |
|                    |             | Reporte   | Legat 65' | Asistencia: 30 000 espectadores Árbitro(s): Manfred Neuner | Asistencia: 30 000 espectadores Árbitro(s): Manfred Neuner |

| 27 de mayo de 1990 | Bochum      | 1:1 (0:0) | Saarbrücken | Ruhrstadion, Bochum                                          |                                                              |
|                    | Leifeld 76' | Reporte   | Yeboah 49'  | Asistencia: 25 000 espectadores Árbitro(s): Aron Schmidhuber | Asistencia: 25 000 espectadores Árbitro(s): Aron Schmidhuber |

Bochum se aseguró la permanencia en la 1. Bundesliga al ganar por un marcador global de 2-1.

## Estadísticas

### Goleadores
| Jugador          | Equipo                   | Goles |
| ---------------- | ------------------------ | ----- |
| Jørn Andersen    | Eintracht Fráncfort      | 18    |
| Stefan Kuntz     | Kaiserslautern           | 15    |
| Fritz Walter     | Stuttgart                | 13    |
| Roland Wohlfarth | Bayern Múnich            | 13    |
| Falko Götz       | Colonia                  | 11    |
| Hans-Jörg Criens | Borussia Mönchengladbach | 10    |
| Uwe Freiler      | Waldhof Mannheim         | 10    |
| Jan Furtok       | Hamburgo                 | 10    |
| André Golke      | St. Pauli                | 10    |
| Uwe Leifeld      | Bochum                   | 10    |
| Alan McInally    | Bayern Múnich            | 10    |
| Andreas Möller   | Borussia Dortmund        | 10    |
| Wynton Rufer     | Werder Bremen            | 10    |
| Michael Zorc     | Borussia Dortmund        | 10    |